# Bellwald
Bellwald (walsertyska: Beuwaud/Beuuaud) är en ort och kommun i distriktet Goms i kantonen Valais, Schweiz. Kommunen hade 349 invånare (2023). Orten består av ortsdelarna Bellwald, Ried, Egga, Bodma och Fürgangen. I Fürgangen (1202 m ö.h.) ligger järnvägsstationen Fürgangen-Bellwald varifrån en linbana går upp till Bellwald (1554 m ö.h.).